# Carl Fredrik Hill
Pour les articles homonymes, voir Hill.
Carl Fredrik Hill, né le 31 mai 1849 à Lund (Suède) et mort le 22 février 1911 à Lund, est un peintre et dessinateur suédois.
Après avoir tenté une carrière de peintre paysagiste, la majorité de son œuvre, réalisée dans la clandestinité et à la suite de troubles psychiatriques, est reliée à l'art brut.

## Biographie
Carl Fredrik Hill est venu en 1873 de Lund à Paris pour se familiariser avec la peinture de Corot et de Daubigny et découvrir les sites où ils avaient peint.
De 1874 à 1875 il se rend à Barbizon où il rencontre un groupe d'amis, Ladislas Pàal, Munkàcsy et Max Liebermann, mais en automne une fenêtre de son atelier lui tombe sur la tête et il doit subir une intervention chirurgicale. Il réalise des marines et des sous-bois influencés par l'impressionnisme qu'il présente au Salon, mais après un premier succès en 1875, ses envois de 1876 et 1877 sont refusés. Ces déceptions qui touchaient une ambition démesurée (il se voulait le plus grand paysagiste de son temps) et les deuils de sa sœur et de son père ébranlèrent sa santé psychique. Ses amis, effrayés par l'aspect terrifiant de sa peinture, pensèrent que des soins étaient devenus nécessaires. Ils devaient alors détruire la production que Hill réservait pour l'Exposition universelle et dont il ne reste que les derniers hommes.
Après deux ans passés dans la clinique du docteur Émile Blanche à Passy, il rentra en Scandinavie en 1880, et vivra encore trente ans dans l'enfermement familial de sa maison natale à Lund.
La pratique de la peinture lui ayant été interdite, des dessins au crayon noir ou de couleurs s'accumulèrent. On en compte pas moins de quatre mille où figurent paysages, animaux fantastiques, chutes d'eau, arbres, lions, éléphants, scènes érotiques ou infernales, architectures fantasmées. Sa sœur détruira tout ce qu'elle jugea obscène. En inventant ainsi des images mais aussi un langage syncrétique fait de suédois, de français et de langues classiques gréco-romaines ou orientales pour l'écriture d'un grand manuscrit conservé aujourd'hui à l'Université de Lund, il créait, démiurge solitaire, un monde hallucinant, unique, tragique.

## Galerie

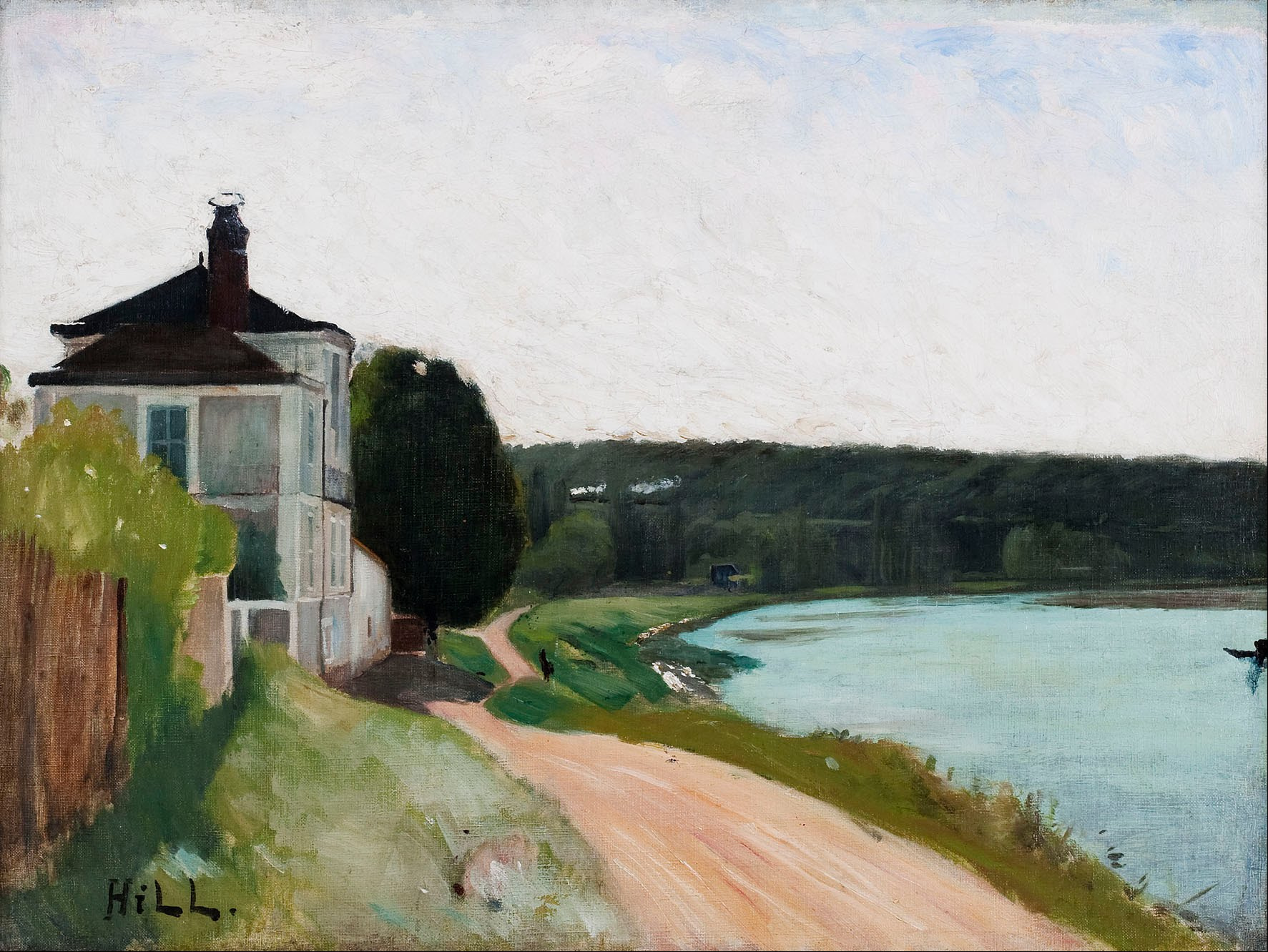
Villa de bord de Seine à Bois-le-Roi
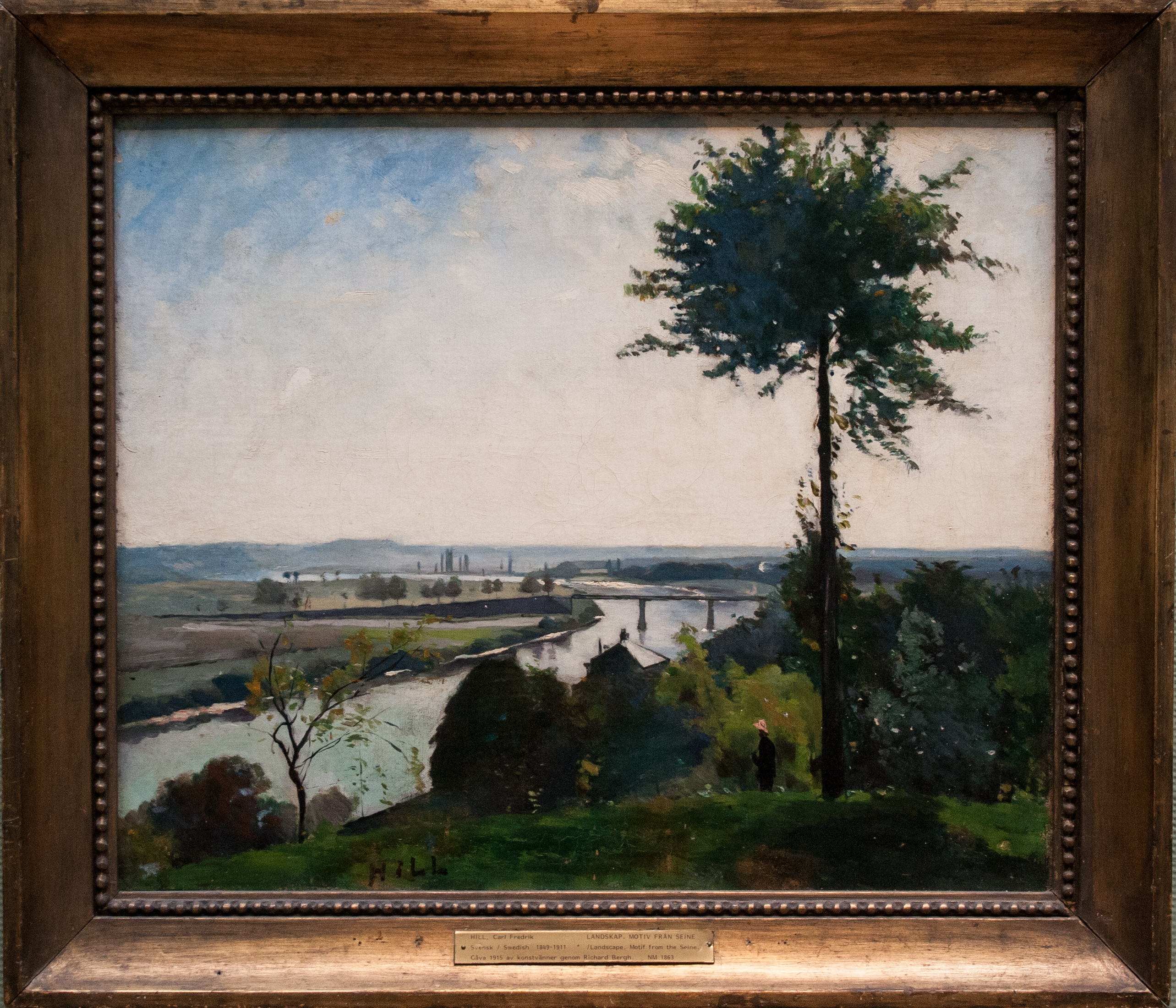
L'arbre et la rivière (la Seine à la hauteur du pont reliant Chartrettes à Bois-le-Roi)
Une montée abrupte dans Montigny-sur-Loing